# 関口八兵衛
関口 八兵衛（せきぐち はちべえ、1850年（嘉永3年7月）- 1912年（明治45年）1月21日）は、明治時代の政治家、実業家。衆議院議員（1期）。

## 経歴
木村寿山の子として水戸城下に生まれ、1870年（明治3年）常陸国信太郡鳩崎村（茨城県信太郡鳩崎村、稲敷郡鳩崎村、江戸崎町を経て現稲敷市）の先代・関口八兵衛の養子となり家督を相続する。漢学を修めた。1882年（明治15年）鳩崎村外2箇村戸長となり、1884年（明治17年）同職を辞し、翌年の1885年（明治18年）茨城県会議員に当選するが辞退した。醤油醸造業に従事する傍ら、1888年（明治21年）為替回漕会社を江戸崎町に興し、1889年（明治22年）には煉瓦製造場を設立した。同年『常総雑誌』を発刊し政治活動に奔走する。
1890年（明治23年）7月の第1回衆議院議員総選挙では茨城県第6区から出馬し当選。議員集会所に所属し衆議院議員を1期務めた。